# Сподівання

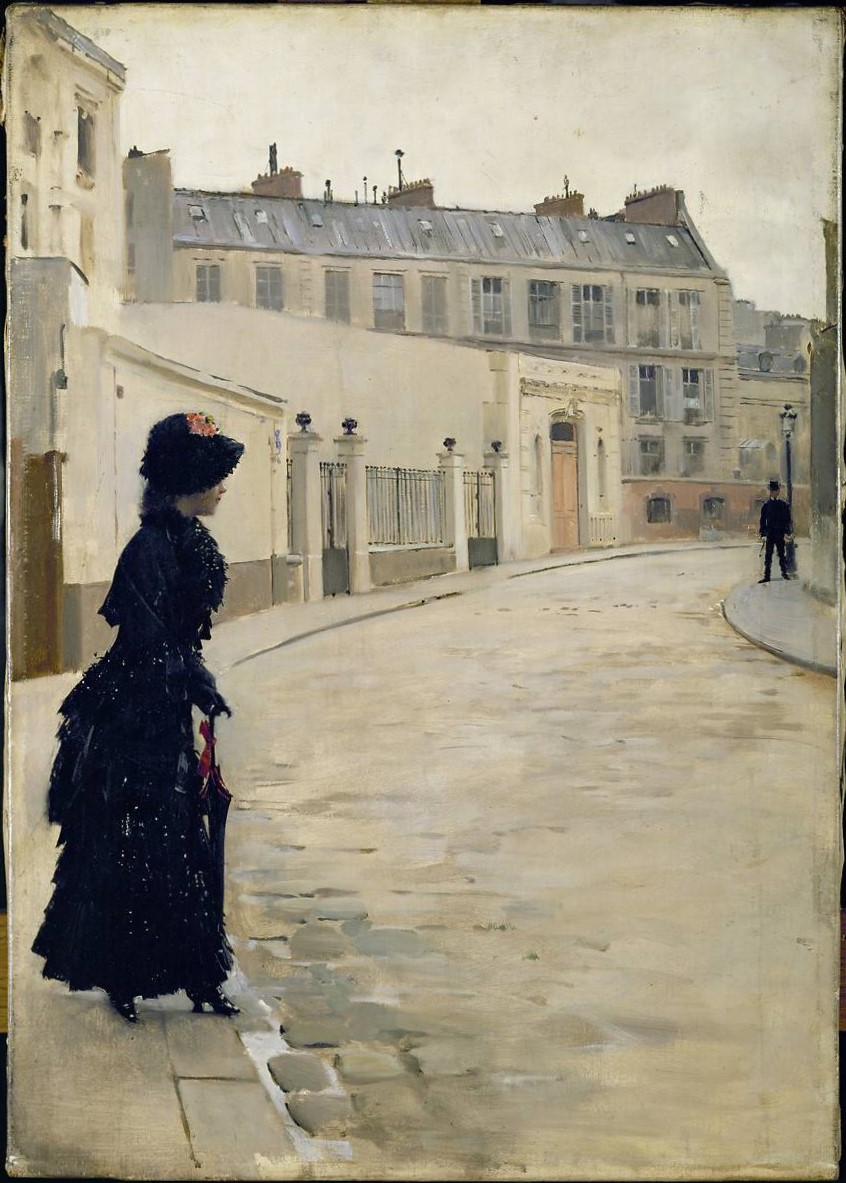
«Очікування», картина Жана Беро.

Сподіва́ння — це припущення або надія на те, що дія чи подія дійсно відбудеться. Сподівання може бути реалістичним, але не обов'язково. Якщо сподівання не справджуються, це може викликати прийняття, але також і розчарування, розгубленість, невпевненість і страх.
Сподівання також визначають як те, що змушує людей реагувати швидше, коли очікування справджуються. Це стосується переважно операційного визначення. Зокрема, з експериментів з піддослідними відомо, що якщо люди підозрюють або очікують на появу певного стимулу, то вони швидше реагують на нього. У цьому випадку ми маємо справу з (правильними) сподіваннями.

## Соціальна взаємодія
Сподівання відіграють важливу роль у соціальній взаємодії. Якщо ці сподівання є спільними й всі діють відповідно до них, це впорядковує взаємодію. Інституції відіграють важливу роль у формуванні спільних очікувань.
Окрім загального сподівання, які стосуються всіх членів суспільства, існують специфічні надії, які належать до певної соціальної ролі. Однак навіть спільні сподівання можуть конфліктувати. Рольовий конфлікт виникає тоді, коли завдання, що належать до певної ролі, не можуть бути виконані одночасно. Оскільки не всі взаємозалежності можна повністю зрозуміти, сукупність усіх взаємодій є значною мірою сліпим процесом.

### Правило Томаса
Згідно з правилом Томаса, ситуації мають реальні наслідки, якщо люди визначають їх як реальні. Таким чином, визначення ситуації впливає на дії. Цей принцип лежить в основі самоствердного передбачення, коли вже саме по собі передбачення робить його реальним. Можливий і протилежний випадок, який називається прогнозом, що самоспростовується.